# Marcollin
Marcollin ist eine französische Gemeinde mit 613 Einwohnern (Stand: 1. Januar 2022) im Département Isère in der Region Auvergne-Rhône-Alpes; sie gehört zum Arrondissement Vienne und zum Kanton Bièvre. Die Einwohner werden Marcollinnais genannt.

## Geografie
Die Gemeinde Marcollin liegt an der Grenze zum Département Drôme etwa 22 Kilometer südöstlich von Vienne. Umgeben wird Marcollin von den Nachbargemeinden Saint-Barthélemy im Norden, Beaufort im Nordosten und Osten, Lentiol im Süden, Lens-Lestang im Südwesten und Westen sowie Beaurepaire im Nordwesten.

## Bevölkerungsentwicklung
| Jahr                       | 1962 | 1968 | 1975 | 1982 | 1990 | 1999 | 2010 | 2021 |
| -------------------------- | ---- | ---- | ---- | ---- | ---- | ---- | ---- | ---- |
| Einwohner                  | 413  | 402  | 404  | 411  | 476  | 466  | 629  | 625  |
| Quellen: Cassini und INSEE |      |      |      |      |      |      |      |      |

## Sehenswürdigkeiten
- Kirche Saint-Laurent